# 斎藤彦麿
斎藤 彦麿（さいとう ひこまろ、1768年2月22日（明和5年1月5日）- 1854年4月9日（安政元年3月12日））は、江戸時代後期の国学者である。本姓は荻野、幼名は智明。通称は彦六郎。字は可怜。号に宮川舎、葦仮庵等がある。

## 経歴・人物
三河の矢作（現在の愛知県岡崎市）生まれ。1796年（寛政8年）に斎藤家の相続に伴い、改姓する。後に江戸に入り、石見の浜田藩士となり、松平康任に仕えた。その後、伊勢貞丈の門人となり有職故実を、賀茂季鷹に入門して和歌をそれぞれ学んだ。
後に本居大平から古学等の国学を学ぶ。なお、このころに彦麿は本居宣長の門人と自称していた事があった。この学びを活かして神道や古学、随筆等数多くの学問の種類を執筆、刊行し、同時期に活動していた村田春海を痛烈に批判する等、堂々の活躍をみせた。また、山東京伝ら戯作者とも親交を持ったとされている。彦麿の門人は数多く、500人ほど存在したとされている。

## 主な著作物

### 主著
- 『神道問答』
- 『勢語図説抄』
- 『蓬蕽集』- 和歌集。

### その他の著書
- 『諸国名義考』
- 『傍廂』
- 『玉のゆくへ』[3]
- 『竹箒』[3]
- 『改正神代記』